# Aglomerado Bullet
Aglomerado Bullet (1E 0657-56) consiste da colisão de dois aglomerados de galáxias. Estudos do Bullet cluster, anunciados em agosto de 2006, provem a melhor evidência até o momento da existência de matéria escura.